# Horst Degen
Horst Degen (19 de Julho de 1913 - 29 de Janeiro de 1996) foi um comandante de U-Boot que serviu na Kriegsmarine durante a Segunda Guerra Mundial.